# 上葛站
上葛站（：／ Sanggal yeok */?）是水仁·盆唐線沿線的一座地下車站，位於韓國京畿道龍仁市器興區上葛洞，韓語副站名是「信義大學」（루터대학교），距離該校約550公尺。

## 車站結構
站體為2面2線側式月台的地下車站，候車月台設有月台幕門，並有4處出口。

### 月台配置
| ↑ 器興 |
| \| １  |
| 清明 ↓ |

| 月台 | 路線                   | 目的地                               |
| ---- | ---------------------- | ------------------------------------ |
| 1    | ●首都圈電鐵水仁·盆唐線 | 清明、網浦、水原、漢陽大學、仁川方向 |
| 2    | ●首都圈電鐵水仁·盆唐線 | 器興、書峴、往十里、牡丹、竹田方向   |

## 歷史
- 2012年12月1日：落成啟用。

## 車站周邊
- 上葛洞行政福利中心
- 上葛中學
- 信義大學（朝鲜语：루터대학교）
- 韓國民俗村
- 器興湖水公園
- 京畿道博物館
- 愛茉莉太平洋技術研究所

## 相鄰車站
韓國鐵道公社
●首都圈電鐵水仁·盆唐線
緩行
器興（K237）－上葛（K238）－清明（K239）